# V548 Андромеды
V548 Андромеды (лат. V548 Andromedae) — одиночная переменная звезда в созвездии Андромеды на расстоянии приблизительно 7940 световых лет (около 2434 парсеков) от Солнца. Видимая звёздная величина звезды — от +12,92m до +12,25m.

## Характеристики
V548 Андромеды — жёлто-белая пульсирующая переменная звезда типа RR Лиры (RRAB) спектрального класса F. Радиус — около 5,03 солнечных, светимость — около 34,613 солнечных. Эффективная температура — около 6243 K.